# Charles Mantelet
Charles Mantelet (Parigi, 10 novembre 1894 – Parigi, 2 maggio 1955) è stato un ciclista su strada francese.
Professionista dal 1914 al 1923, vinse la Parigi-Tours nel 1918.

## Carriera
Mantelet era attivo nel ciclismo su strada. Dal 1917 al 1930 fu professionista, correndo per varie squadre e da indipendente.  
Vinse la Parigi-Évreux nel 1913, e la Parigi-Tour nel 1918, oltre al Circuit de Champagne nel 1921 e al Circuit de Paris nel 1923.
Dopo la sua carriera sportiva, divenne attore cinematografico, comparendo in quattro pellicole tra il 1932 e il 1949.

## Palmarès
- 1914

Parigi-Evreux
- 1918

Parigi-Tours

## Piazzamenti

### Grandi Giri
- Tour de France

1920: ritirato (5ª tappa)
1921: 7º
1922: 6º
1923: 4º
1924: 10º

### Classiche monumento
- Parigi-Roubaix

1921: 28º
- Liegi-Bastogne-Liegi

1922: 42º
1923: 31º